# Roberta Breda
Roberta Breda (Udine, 22 settembre 1952 – Milano, 25 luglio 1996) è stata una politica italiana.

## Biografia
Iscritta al Partito Socialista Italiano dal 1970, è stata dirigente della CGIL udinese nel settore Sanità. Fu anche membro del Comitato Centrale del PSI, molto vicina alle posizioni di Gianni De Michelis. Ha ricoperto anche il ruolo di vicepresidente dell’azienda sanitaria di Udine e di consigliera comunale nella stessa città friulana.
È stata deputata socialista per tre legislature, dalla IX alla XI. Alla Camera dei deputati subentrò nel 1985, da prima dei non eletti, al posto di Bortolo Mainardi, dimissionario. Nel 1994 non si ricandidò a causa dei suoi gravi problemi di salute. Morì a Milano nel 1996.